# 한미 관계

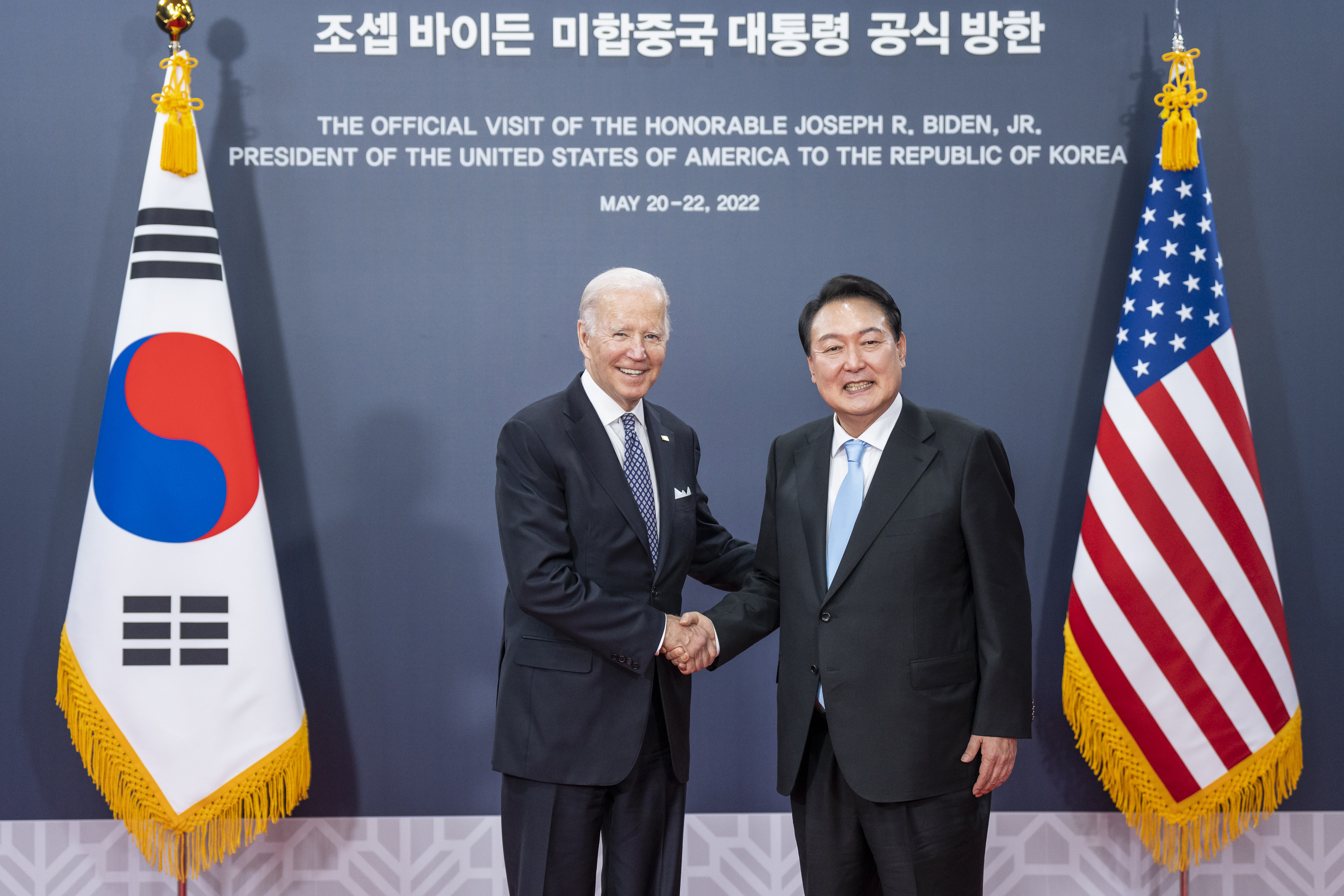
윤석열 대통령과 조 바이든 대통령. 2022년 5월.

대한민국-미국 관계, 줄여서 한미관계 (韓美關係)는 대한민국과 미국의 외교 관계로서 오늘날 양국은 군사적·외교적·문화적으로 여러 방면에서 깊고 긴밀한 관계를 맺고 있다. 19세기 중반 조선의 통상을 요구하던 제너럴 셔먼호 사건으로 거슬러 올라간다. 1882년(고종 19년) 청나라의 중재로 양국 간의 조미 수호 통상 조약이 체결되면서 공식적으로 외교 관계가 수립되었다. 1905년 을사조약으로 대한제국의 외교권이 박탈되면서 한미 양국은 단교하였으며, 1910년 경술국치 이후 양국 관계는 단절되다시피 했다. 
1945년 일본 제국의 패망으로 한반도가 독립하면서 북위 38도 이남에 미군이 진주하였다. 1948년 대한민국은 미국과 유엔의 지원으로 민주주의 정부를 수립하였고, 미국은 중화민국 다음으로 대한민국 정부를 승인하였다. 한국 전쟁(1950년~1953년) 당시 미국은 유엔군을 조직하여 대한민국의 우방군으로서 참전하였으며, 휴전 이후에도 한미상호방위조약으로 인한 동맹 관계와 주한미군지위협정에 따른 주한 미군 주둔으로 군사적 면에서 매우 긴밀한 협조관계를 유지해 오고 있다. 1948년부터 1971년 중기에 이르는 동안에 미국은 46억 달러의 원조를 한국에 제공했다. 이후 40여 년 동안 대한민국은 극적인 경제, 정치, 군사적 발전을 경험하였고, 그만큼 미국에 대한 의존도도 대한민국의 발전에 비례하였다.
주미국 대한민국 대사관은 1949년 미국 수도 워싱턴 D.C.에 개설되었고, 주 바하마 대사관도 겸임한다. 또한 뉴욕·로스앤젤레스·보스턴·샌프란시스코·시애틀·시카고·애틀랜타·호놀룰루·휴스턴에는 각각 총영사관이, 앵커리지·하갓냐(괌)에는 출장소가 개설되어 있다. 현재 주미국 대한민국 대사는 2019년에 임명된 이수혁(제26대)이다. 서울에 주한 대사관이 개설되어 있고, 부산에는 영사 사무소가 개설되어 있다. 현재 주미국 대한민국 대사는 일본계 미국인인 해리 해리스다. 
1980년대 이래 무역은 양국 간의 심각한 불균형 요소가 되었다. 1989년 미국은 한국의 가장 크고, 중요한 무역 상대국이 되었고, 한국은 미국 재화의 7번째로 큰 시장이었고, 농산물에 대해서는 2번째로 큰 시장이 되었다. 2011년 기준으로 대한민국의 대미 수출은 562억0770만 달러, 미국의 대한 수출은 445억6902만 달러에 달하여 미국은 대한민국에 있어서 제2위의 수출국이자 제3위의 수입국이다. 2007년에는 한미자유무역협정이 체결되었고, 2008년 대한민국 미국산 쇠고기 수입 협상 논란을 논란 끝에 타결하였다. 2010년 기준 미국에 거주하는 한민족은 모두 2,176,998명(재외국민 1,082,708명, 시민권자 1,094,290명)이며, 많은 한국 학생들이 미국으로 유학을 가고 있다.

## 외교사

### 19세기부터 1910년까지
19세기 중반, 조선은 서구의 통상 요구에 대하여 국경을 개방하지 않고 있었다. 1832년부터 1834년까지 코친차이나, 시암, 머스캣에서의 임무를 수행했던 미국의 특사 에드먼드 로버츠는 미국 국무장관 루이스 맥레인에게 제출한 보고서에서, "조선 및 북부 중국과 통상을 여는 길은 먼저 일본과 조약을 맺는 것"이라고 언급하였으나, 몇 년 후 그가 병사하는 바람에 일본과의 조약은 20년 뒤(1854년)에 실현되게 된다. 1852년 (철종 3년) 음력 12월, 미국의 포경선 1척이 동래현 용당포 앞바다에 나타난 것이 조선과 미국간의 최초의 접촉이었다. 
1866년에는 중국에 체류하던 미국인 상인 프레스턴 (W. B. Preston)이 자신 소유의 상선(商船) 제너럴 셔먼호와 일행을 이끌고 대동강에 침입하였다. 프레스턴 일행이 통상을 요구하며 행패를 부리자 평양 군민들이 반격하여 배를 불태워버린 제너럴 셔먼호 사건이 발생하였다. 이에 대한 보복으로 미국은 1871년 신미양요를 일으킨다. 
1882년 5월 22일(음력 4월 6일) 조선의 전권대신 신헌과 전권부관 김홍집은 미국 전권대신인 해군제독 로버트 슈펠트와 조미수호통상조약을 의정(議定)했다. 이어 1905년 러일 전쟁의 중재를 맡은 미국은 식민지 필리핀의 안전을 일본으로부터 보장받기 위해 같은 해 7월 가쓰라-태프트 밀약을 맺음으로써 조선에 대한 일본의 지배권을 인정하였다.

### 조선의 해방과 남북 분단
1945년 5월 초 독일의 항복 이후 대일전에 총력을 기울인 미국은 당시 일본 내에 "본토 결전"을 외치는 소리가 높음을 감안, 전쟁이 보다 오래 지속될 것으로 예상하고 소비에트연방군의 참전을 유도했다. 당시 미국은 한반도를 단독 점령할 의도를 갖고 있었으나, 히로시마, 나가사키의 핵무기 투하 이후 일본이 예상보다 빨리 8월 15일 항복함에 따라 계획에 차질이 생겼다. 당시 미국의 모스크바 특사 에드윈 폴리와 소비에트연방 대사 해리먼은 8월 13일 트루먼 대통령에게 소비에트 연방이 한반도에 야심을 갖고 있으니 당장 한반도 전역과 만주를 점령할 것을 건의하였으나 항복 당시 이미 소비에트연방군은 한반도의 동북부를 폭격하고 있었고, 미군은 필리핀에 있어 그렇게 하기가 힘들다는 현실적인 이유로 묵살되었다. 결국 한반도 이남에는 미군이 진주하게 되었으며 이북에는 소련군이 진주하게 되었다. 
1945년 8월 15일 한반도의 광복 이후 38선 이남에서는 미국군이 1945년 9월 9일부터 1948년 8월 15일 대한민국 정부 수립시까지 다스렸으며 이를 미군정이라 한다. 미국의 군정은 자체적으로 자본주의 체제를 38선 이남의 한반도에 이식하였다. 미국은 맥아더 포고령에 의거하여 대한민국임시정부를 승인하지도 않았고 건준과 인민위원회도 부정하였다. 미군정은 진주 직후 남한의 직접통치에 들어가게 되었지만 효과적으로 통치할 경험도, 능력도 없어 옛 조선총독부의 일본인, 친일파 인사들을 그대로 등용, 실질적으로 조선총독부를 계승했다.
이와 같이 일제에서 해방된 한국의 시한적인 통치기관이었던 미군정과 소련은 한국통일의 방법을 모색하기 위하여 1946년 3월 서울에서 양국 점령군 대표로서 구성되는 미소공동위원회를 열었다. 그러나 1946년 5월 미소공동위원회가 무기한 휴회하였다. 이에 따라 미군정은 38선 이남만의 입법기관으로서 남조선과도입법의원을 준비하였고 1946년 12월 12일 개원하였다. 마침내 미소공동위원회는 아무런 타결 없이 1947년 8월 해산하였다. 공동위원회는 본질적으로 한국통일을 위한 어떠한 공통점을 찾기 어려운 회합이었다. 왜냐하면 미국은 한반도의 통일이 친미적으로 이루어지기를 주장했고, 소련은 소련대로 친소적으로 통일되기를 고집했기 때문이다. 소련 점령군과의 협상에 실패한 미국은 양자간의 타협에 의한 해결이 불가능하다는 사실을 깨달았다. 
1947년 9월 미국은 유엔 총회에 한국문제 해결을 위탁했다. 당시 공산블록을 제외한 대다수의 회원국들은 미국측의 영향하에 있었으므로, 미국이 제의한 한국통일 결의안은 1947년 11월의 총회에서 통과되었다. 그러나 소련의 반대로 남한에서만 총선거가 실시되게 된다. 1948년 이승만을 대통령으로 하는 대한민국 정부의 수립이 선포되었다. 이 날짜로 미군정은 통치권을 한국정부에 일임하고 해체되었다. 이밖에, 미군정은 1945년 9월 7일부터 야간통행금지를 실시하여 이는 제5공화국 당시인 1982년 1월 5일 폐지될 때까지 지속되었다. 1946년 1월 15일 미군정은 1개 연대 병력으로 남조선국방경비대를 창설하였고 이후 병력을 증강하여 1948년 대한민국 정부 수립 이후의 대한민국 육군의 기반이 되었다.

### 초창기(1948년~1961년)
한국은 일본으로부터의 독립과 국토의 분단이 거의 동시에 이루어졌고, 1948년 대한민국 정부 수립 직후에는 대내적으로 정파(政派)의 난립과 사회혼란이 아직 가라앉지 않은 시기였던데다가, 북한이 38선 부근에서 군사적 도발행위를 자행하고 대한민국에서 게릴라와 선동을 일삼고 있었다. 이 때문에 대한민국의 외교는 처음부터 국가안보외교(國家安保外交)가 중심이 되어야 했다. 북한의 위협에 대응하기 위하여 대한민국은 미국의 군사적 뒷받침이 필요했다는 특수관계 때문에 대미(對美) 외교에 제일 큰 비중을 두어야 했다.
미국과의 정식 국교 수립 후, 한국 전쟁까지의 초창기의 한국의 대미외교는 사회 · 경제적 불안, 맹목적인 국민의 통일염원 및 점증하는 북한의 군사적 위협 속에서 미국의 경제원조보장과 지원을 확보하려는 데 집중되었다. 그러나 이러한 노력은 성공적인 것이 못 되었다. 미국은 제2차 세계대전 이후 국내사정 때문에 대폭적으로 군사비를 삭감해야 했고, 그 결과로 병력감축이 불가피하게 되자 한국으로부터의 철군(撤軍)이 또한 어쩔 수 없게 되었다. 더구나 미국은 원자탄의 위력을 과신한 나머지 공산주의자들에 의한 국지전 또는 제한전은 원자탄의 위협 때문에 발생치 않을 것이라고 오판하게 되어, 주한미군의 철수가 전략적으로 정당화되었다. 대한민국 행정부는 사절단 파견과 주미대사관을 통해 군사원조를 획득하려 노력하였다. 당시 대미 교섭의 논거로 삼은 것은 한국 분단의 책임이 미국에도 있고, 한국안보는 미국에도 중요하며, 소련의 원조와 사주를 받은 북한의 무력남침 위협이 촉박하다는 것, 그리고 한국은 무기만 있으면 즉시 통일할 준비가 다 되어 있다는 것이었다. 그러나, 1948년말부터 미군이 철수하기 시작했다. 북한의 도발을 우려한 이승만은 대한군원(對韓軍援)과 미군의 계속주둔을 요구했으나 미 국무성은 이에 대해 소극적이었다. 그러자, 이승만은 그의 옛친우인 더글러스 맥아더를 다시 찾아갈 결심으로 특사를 먼저 파견해 보았으나, 맥아더의 반응은 냉담했다.(1949년 1월) 결국, 미국은 주한 미군 군사 고문단(KMAG)의 자격으로 500여명의 병력만 남겨 놓고 1949년 6월 29일 미군을 완전히 철수시켰다. 주한 미군의 마지막 부대가 인천항을 떠날 때 한국군은 그들로부터 구 일본군의 총기와 탄약 그리고 미군의 잉여재산법에 따라 미군무기와 약간의 함정을 양도받았으나 이것은 약 5만의 지상병력을 무장할 장비에 지나지 않았다. 한국은 처음부터 주한미군의 철수를 강력히 반대했으나 일단 미군의 철수가 단행되기 시작하자 무기원조 획득에 집중적인 정책을 폈다.
경제면에서는 미군정이 한국에 제공해온 구호적 성격의 가리오아자금(GARIOA 資金, 미국 점령지역에 대한 구제자금)이 경제협조처(ECA, Economic Cooperation Administration)로 이관되어 제공되었다. 트루먼 대통령은 한국의 장기적인 경제부흥대책을 위해 마셜 플랜을 모방하여 장기원조계획을 입안(1949년 6월 )하였으나, 이 한국경제원조안은 1950년 1월 미국 하원에서 부결되었다. 부결의 원인은 장제스의 중국 국민당이 몰락하자 이것을 정치적으로 이용하려는 공화당 의원들의 비협조적인 의회전략 때문이었다. 한국에 대해서는 미미한 원조(극동경제원조안(極東經濟援助案))만이 의회에서 통과되었을 뿐이다. 이로서 1950 회계연도에 9천만 달러가 할당되긴 했으나 한국 전쟁시까지 불과 4,500만 달러만이 사용됨으로써 한국경제에 큰 도움이 되지는 못했다. 이와 더불어, 한국이 미국의 방위선 바깥에 있다고 해석된 애치슨 선언의 결과, 한국 전쟁 직전에는 현대식 무기로 장비한 20만 대군을 가진 북한과 38선을 경비하는 데도 불충분한 정도의 경무장을 갖춘 한국군 사이에 군사적 불균형이 심하게 나타나게 되어 북한이 남침을 촉진하게 된 것이다.
한국 전쟁이 발발하자, 미국은 북한의 남침을 유엔에서 탄핵하고 미국의 3군을 포함한 16개국으로 편성된 유엔군이 한국에 파견되었다.

#### 외교 관계 수립 (1948~49년)
대한민국 정부가 출범(1948년 8월)하자 미국은 한국을 승인(1949년 1월)하고 초대 주한미국대사로 존 무초를 임명하였고, 한국에서는 초대 주미대사로 장면을 임명함으로써 두 나라의 공식외교가 재개되었다.
미국은 미군정이 종료하고 주한미군 철수를 확정했음에도 한국을 포기하지 않았다. 1948년 8월 미국은 대사관이 총괄하는 미사절단을 한국에 파견했다. 미국은 대한민국의 독립 선포식이 있기 이틀 전(1948년 8월 13일), 존 무초를 주한 특사로 임명했다. 그는 1948년 8월 17일 내한하여 7개월 동안 반도호텔에 마련된 특사관을 중심으로 한국 정부 수뇌와 미군 철수 등에 관한 교섭을 가졌다. 미국은 미사절단을 통해 한국에서 여전히 가장 큰 영향력을 행사했다. 미사절단은 신생 대한민국의 안정화와 한국에서 반공보루 구축이라는 목표를 실현하기 위해 활동했다.
한편, 이승만은 우방과 어떤 형태든 외교관계를 맺어 새로 수립된 정부가 국제적 고립을 면해야 한다는 집념에 사로잡히게 되었고, 이러한 정부승인 외교를 위해 조병옥 · 장면 두 특사를 세계 각국에 파견(1948년 8월)하였다. 또한 이승만은 재외공관 설치작업을 서둘렀다. 우선, 대미외교에 있어서 이승만은 제3차 유엔 총회(파리, 1948년 12월)를 마치고 미국을 방문하였다가 귀국을 준비 중이던 장면을 대한민국 정부의 특별대표(Special Representative, 특사)로 임명(12월 27일)하였다.
제3차 유엔 총회(파리, 1948년 12월)에서 대한민국 정부가 승인됨에 따라, 미국은 대한민국 정부를 세계 최초로 정식 승인하였다.(1949년 1월 1일) 한편, 1949년 1월 2일 이승만은 장면을 주미 대사로 인정해달라는 붓글씨를 친필로 작성해서 미국 대통령 해리 트루먼에게 보냈다.

무초 대사로부터 트루먼의 사진을 증정받는 이승만 (1949년 4월 20일)

1949년 3월 20일 미국은 이미 한국에 파견되어 있던 무초 특사를 초대 주한 미국 대사로 임명했다. 한국도 1949년 3월 25일 장면을 초대 주미대사로 파견하였다.

#### 한미 군사원조 갈등 (1948~50년)
한국 정부는 이승만의 집권시부터 무력에 의한 북진통일을 주장하며 미국에 충분한 군비(軍備)를 지원해 달라고 촉구해 왔다. 1948년 10월 19일부터 20일까지 이승만 대통령은 그의 옛 친우이자 주일연합군 최고사령관인 맥아더의 초청으로 일본을 방문하였다. 1박2일의 비공식적 사교 방문이었으나, 맥아더 장군으로부터 한국 방위에 대한 확실한 지원을 얻어내자는 것이 주목적이었다. 이승만이 귀국한 다음날, 대한민국 국회는 주한미군 철수문제에 대해 〈미군 주둔에 관한 결의]〉 등을 통해 이것을 저지하려고 노력하였다.
유엔 총회에서 한국 내 외국군대 철수가 결의되자(1948년 12월 12일) 1948년말부터 미군이 철수하기 시작했다. 한국 정부의 대한군원(對韓軍援)과 미군의 계속주둔 요구에 대해 미국 국무성이 소극적인 태도를 보이자, 이승만은 맥아더를 다시 찾아갈 결심으로 1949년 1월말, 변영태 특사를 맥아더 사령부에 보냈으나 맥아더는 "내 임무는 명확히 규정되어 카르빈 한 자루도 넘겨줄 수 없다"면서 딘 애치슨(국무장관 서리)만을 비판했다.  이승만 대통령의 미국과의 군사원조 교섭을 비밀리에 실천하라는 지시에 따라, 주미 대사 장면은 해리 S. 트루먼 대통령과 의회 내 극우파 의원들을 집중적으로 만났다. 이에 대하여 미국 국무성의 극동담당 차관보인 월튼 버터워스(W. Walton Butterworth)는 장면 대사를 경고하기도 하였다. 1949년 6월 14일 장면은 딘 애치슨과 회담하고 무기 원조를 요청하였다.  결국, 주한미군에 대한 소련의 날카로운 비판도 겹치고 해서 미국은 주한 미군 군사 고문단의 자격으로 500여명의 병력만 남겨 놓고 1949년 6월 29일 미군을 완전히 철수시켰다. 1949년 12월 중순, 이승만은, 가쓰라-태프트 밀약과 일본의 한국 합병에서 보았듯이 미국은 일본을 위해 한국을 포기할 수 있음을 주장하며 심각한 우려를 표했다. 1950년 1월 20일, 장면과 극동 차관보 버터워스가 다시 만났으나, 미국은 의회 동의 없이는 한국 원조를 위한 예산을 편성할 수 없다는 입장이었다. 이승만은 부인 프란체스카를 시켜 다음과 같은 내용의 편지를 맥아더에게 보내기도 했다. "존경하는 장군...부디 우리국민을 도와주십시오... 지금 우리내외는 장군의 협력만을 기대하고 있습니다." 프란체스카의 편지를 받은 맥아더는 때마침 대일 청구권 관계로 대일 강경책을 누그러뜨리지 않고 있던 이승만에게 한-일 관계개선을 위한 분위기를 조성해 주기 위해 다시 이승만을 초청했다. 무초 주한 미국 대사로부터 맥아더 장군의 초청을 통보받은 이승만은 1950년 1월 21일 임병직 외무부장관, 장기영 체신부장관, 고재봉, 김광섭 두 비서, 무관으로 정일권 대위를 대동하고 두 번째로 맥아더의 애기(愛機) 바탄호를 타고 일본으로 건너갔다. 맥아더는 그러나 이때도 이승만의 한국방위에 대한 주장을 고무해주었으나 무기지원에 대한 구체적인 언급은 회피했다.
이처럼, 미국은 북한의 남침준비에 대한 한국측의 정확한 정보를 경시하고, 오히려 이승만 대통령의 의도가 무력북침에 있는 것으로 의심하여 필요한 정도의 군사원조도 제대로 제공하려 하지 않았다. 다만 미국은 주한미군이 사용하던 각종 장비 및 무기의 일부만을 양도한 데 이어, 아시아 여러 나라에 대한 군사원조를 위해 1949년 10월 제정한 상호방위원조법안의 일환으로 한국군 장비를 유지 · 보수하는 데 필요한 원조만 제공해 주고 1950년 1월 21일 한미상호방위원조협정을 체결하는 데 그쳤을 뿐이다.  또한 미국은 소련세력의 서유럽에의 팽창저지에 전력을 다하고 있는 터였으므로 북한 정복에 흥미를 갖지 않았다. 실상 1949년 12월 중국 국민당이 타이완으로 중화민국 정부를 옮겼고 중국 대륙을 중국 공산당이 장악함으로써 소련 이외에도 중화인민공화국이 북한측에 국경을 접하게 되었으므로 북진통일은 한층 더 어렵게 되었다. 더구나 미국의 대한정책(對韓政策)은 군사력의 증강보다도 서구의 부흥을 모방한 경제부흥을 최우선 정책으로 설정하고 있었기 때문에 이승만의 북진통일을 군사적으로 뒷받침하기는 곤란했다.
2차대전 중 동구(東歐)에서 시작된 미·소간의 냉전은 확대되어 이미 한반도에서도 날로 격화해 가고 있었다. 트루먼 대통령은 1949년 6월 7일자 교서에서 마셜 플랜을 모방하여 한국의 장기적인 경제부흥대책을 위해 만든 1억 5천만 달러의한국경제원조안을 승인해달라고 요청하면서, 유럽 국가들에 승인해왔던 원조를 한국에도 적용해야만 하며, 공여된 원조는 단지 구호(relief)가 아니라 부흥(recovery)이 되어야 한다고 주장하였다. 또한, 트루먼은 한국을, 민주주의가 공산주의의 위협하에서도 경제적으로 번영할 수 있다는 시금석(試金石)으로 삼으려 했다. 1949년 6월 이른바 한국을 시금석으로 결정해야 한다는 메시지를 의회에 보냈다.
애치슨 국무장관은 내셔널 프레스 클럽에서의 연설(1950년 1월 12일 )을 통해, 트루먼 대통령의 2개 시금석안(1949년 6월)을 반복해서 지지했다. 즉 미국의 태평양 방위선은 알류샨 열도로부터 일본의 류큐 제도를 거쳐 필리핀에 이른다고 밝힌 다음, 미국이 일본의 안전보장에 직접 책임을 지고 있는 바와 같이 한국의 안보에도 미국의 책임이 지워져 있다고 선언했던 것이다. 즉, 한국과 대만이 미국의 방위선 밖에 있다는 발언은 한국 입장에서 극히 위험한 발언이었다. (→애치슨 선언)
애치슨 선언이 있은지 1주일 후인 1월 19일, 미국 하원은 1949년에 제출된, 중국 국민당 정부의 지원안과 연계된 대한(對韓)원조안을 192대 193으로 부결시켰다. 이로써, 한국경제원조에 차질을 가져왔다. 다음 날(1월 19일), 장면은 극동 차관보 버터워스를 만났다. 이 자리에서 장면은 , 경제협력처의 대한(對韓)원조에 우호적인 법안이 통과되지 않았다는 점이 한국내에 미칠 영향에 대해 우려를 표명하고 국무부에서 이에 대해 재검토해 줄 수 있는가를 질문했다. 버터워스 차관보는 국무장관과 대통령이 곧 이 문제에 대해서 성명을 낼 것으로 생각한다고 대답했다. 그리고 현재 시점에서 행정부가 더 할 수 있는 일은 없지만 현재 고려중인 방안이 의회로부터 하나 혹은 다른 형태의 긍정적인 반응을 이끌어 낼 수 있을 것이라고 설명했다. 버터워스 차관보는 장면 대사의 질문에 대한 답변 중 대통령의 재량에 따라 사용할 수 있는 중국 지역에 대한 상호방위원조계획(MDAP) 예산으로 책정된 7500만 달러 중 한국 원조에 전용할 수 있는 예산은 1월 19일에도 밝혔듯 하원의 동의를 이끌어 내지 않는 한 1달러도 없다는 점을 확실히 했다. 그 대신 '극동경제원조안(極東經濟援助案)'이 채택되어 1950 회계연도에 9천만 달러가 할당되긴 했으나 한국 전쟁시까지 불과 4,500만 달러만이 사용됨으로써 한국경제에 큰 도움이 되지는 못했다.

#### 미국의 한국 전쟁 참전과 상호방위조약(1950년~1953년)

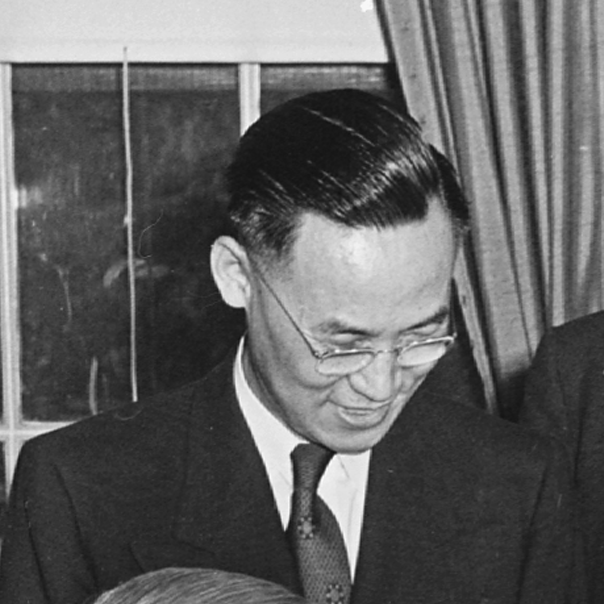
장면 대사(1951년)

1950년 6월 19일, 미국 CIA는 북한의 남침가능성이 낮게 평가한 보고서를 작성하였고 북한이 소련의 철저한 위성국가로 독자적인 전쟁 수행능력이 전혀 없다고 보고 있었다. 1950년 6월 25일 새벽 4시에 북한이 무방비 상태인 대한민국을 침범함으로써, 한국 전쟁이 발생하였다. 전쟁 발발에 관한 주일 연합군 최고사령부 사령관 맥아더의 최초의 보고는 워싱턴 시간으로 1950년 6월 25일 일요일 새벽5시(한국시각 18시), 침공이 개시된지 14시간 뒤에 육군성본부에 도착했다. 그러나 맥아더는 주한 미군 군사 고문단의 요청에 따라 개전당일부터 합참의 지시도 받지 않고 한국군 지원조치를 취하기 시작했다.
주미 대사 장면도 대한민국 정부의 긴급훈령을 받아 미국 국무성에 알려 사태의 절박성을 전하였다. 6월 25일 저녁 장면은 이승만과 통화 후, 미국의 상 · 하원을 찾아다니며 한국 파병을 역설하였고, 이후 유엔과 국제사회에 조선인민군의 남침을 알리고 한국 전쟁에 참전해줄 것을 설득하여 미군과 유엔군의 한국 파병을 이끌어냈다. 미국은 유엔 안보리를 열어 한국 문제를 건의했다. 이에 따라 유엔 안전보장이사회는 6월 26일 오전 4시에 소집되었고, 미국의 제안을 받아들여 "조선인민군의 즉각적인 전투 행위 중지와 38도선 이북으로의 철수"를 요청하는 결의안을 9대 0으로 가결하였다.(유고슬라비아는 기권) 6월 26일 장면은 백악관에서 미국 대통령 트루먼을 만나 미군의 한국 파병을 요청하였고, 6월 27일의 미국의 대북한 선전 포고와 유엔에 대한민국에 대한 지지를 호소하여 유엔군의 한국 전쟁 참전결정을 이끌어냈다. 1950년 6월 26일 밤 10시 반경 이승만은 도쿄에 있는 맥아더에게 전화를 걸어 도움을 요청하였다. 미국과 UN은 대한민국 영토에서 조선인민군을 철수하라는 결의를 조선민주주의인민공화국 측에 통고했으나, 이에 응하지 않아 6월 27일 UN 안보리 이사회는 조선민주주의인민공화국에 대해 한국 땅에서의 즉각 철수를 권고하였다. "회원국들에게 군사 공격을 격퇴하고, 그 지역의 국제평화와 안전을 회복하는데 필요한 원조를 대한민국에 제공할 것"을 7대 1(기권2)로 결의했으며, 이 날 해리 S. 트루먼은 더글러스 맥아더에게 "대한민국에 대한 해군 및 공군의 지원을 즉각 개시하라"고 명령했다. 미국은 제2차세계대전 참전 시에 의회가 선전포고를 결의한 것과는 달리, 한국 전쟁에 있어서는 해리 S. 트루먼 대통령의 해외파병권에 의하여 참전을 결정했다. 1950년 6월 27일 이승만은 대통령과 내각으로 구성된 망명정부를 일본에 수립하는 방안을 주한 미국 대사 존 무초에게 문의해왔고 이는 그대로 미 국무성에 보고되었다. 6월 28일 서울은 조선인민군에게 함락당하였으나 장면은 '미국의 소리'(Voice of America) 방송을 통해 유엔 결의 사항 등을 본국에 방송하였다. 맥아더는 6월 29일 하네다에서 비행기를 타고 수원으로 와서 한강방어선지역을 시찰하고 워싱턴에 지상군 투입을 요청하였다.
한국군은 맥아더 유엔군 총사령관의 지휘 하에 편입, 대폭 증강하여 낙동강선을 마지막 방어선으로 삼고 반격하였다. 해리 S. 트루먼 대통령이 더글러스 맥아더에게 지상군 투입과 38선 이북의 군사 목표를 폭격할 수 있는 권한을 부여함에 따라(6월 30일), 한반도에서 가장 가까운, 일본 규슈에 주둔하고 있던 미국 육군 제24사단 21연대가 부산에 상륙했다.(7월 1일) 이 부대는 대대장인 찰스 스미스(Charles B. Smith)중령의 이름을 따서 스미스 부대(Task Force Smith)로 알려졌다. 스미스 부대는 7월 5일 오산 북쪽 죽미령에서 조선인민군과 첫 교전을 하여 큰 피해를 입었다. (오산 전투) 스미스 부대의 무참한 패배로 미국 지상군의 전선 투입이라는 위세만으로 조선인민군의 남침이 중단되기를 바랐던 더글러스 맥아더나 윌리엄 딘의 한가닥 기대는 산산조각 나고 말았다. 나중에 더글러스 맥아더의 뒤를 이어 유엔군을 지휘하게 되는 매슈 리지웨이는 그의 회고록에서 맥아더는 침공군의 세력을 잘못 판단했으며 인민군 10개 정예사단 앞에 1개 대대를 투입한 것은 맥아더의 지나친 오만이라고 지적했다. 그러나 맥아더는 스미스 부대의 참패를 성공이라고 자평했다. 미 지상군 참전에 예기치 않던 인민군이 미군 참전을 직접 목격하고 소련 전법에 따라 일단 전선을 재정비하면서 미군은 10일을 벌었다는 것이다.
전쟁발발 15일밖에 지나지 않은 시점인 7월 10일, 장면은 "38선은 의미를 상실했으며 전한국의 해방과 통일은 필수적"이라고 주장하였다. 7월 13일, 이승만은 미국 CBS와의 인터뷰에서 "조선인민군의 행동은 38선을 제거시켜 주었고, 38선에 의한 분단이 지속되는 한 한반도에서 평화와 질서는 결코 유지될 수 없다.", "침략자를 격퇴하는 데 있어 한국군은 결코 38선에서 멈추지 않을 것이다"고 주장하였다. 이승만의 이 언명은 미국을 크게 놀라게 하여 딘 애치슨으로 하여금 주한 미국대사 존 무초에 게 그러한 언명을 모든 것을 다해 어떻게든 막으라는 전문을 화급히 치도록 했다. 미국은 38선에서 정지할 것이며, 조선인민군을 그렇게 하였듯이, 대한민국 국군을 그곳에서 막을 것이라는 미군의 성명도 발표되었다. 그러나 무초에 따르면, 그는 노 정객 이승만의 입을 막을 수 없었다. 그에 따르면, 한국민들은 전전부터 공산주의자들에 의한 국부의 몰락 이후 깊은 절망에 빠져들어 우리는 어떻게 공산주의자들을 저지할 것인가 걱정하고 있었다.
스미스 부대의 패전 이후, 미군은 윌리엄 F. 딘 소장이 이끄는 육군 24사단을 대전에 투입했다. 딘 소장은 대전에서 적의 선봉을 꺾고, 한강까지 북상하여 방어선을 구축하겠다고 장담했으나, 미 육군 24사단도 T-34에 대적할 화기가 없었다. 대전을 공격하는 조선인민군은 군인들의 숫자도 많았고, 사기가 높아 T-34를 앞세워 미 육군 24사단을 공격했다. 계속된 인민군의 공격에 상당한 손실을 내던 대전의 미 육군 24사단은 마침내 7월 20일 패주하고 말았다. 사방에서는 압도적인 숫자의 조선인민군이 밀려왔고, 지휘계통이 무너진 가운데 미 육군 24사단은 무질서하게 후퇴했다. 제24사단장인 윌리엄 딘 소장은 함께 후퇴하던 부상병에게 먹일 물을 구하던 중 낭떠러지에서 실족하여 길을 잃었다가 인민군에 의해 포로로 붙잡혔다.
미국은 대한민국에 막대한 지원을 했으며 맥아더 장군의 인천상륙작전에 의해 전세를 뒤바꾸기에 이르렀다. 작전의 제1단계는 월미도의 점령으로 시작되었다. 새벽 5시 시작된 공격 준비 사격에 이어 미 제5해병연대 3대대가 전차 9대를 앞세우고 월미도 전면에 상륙하였다. 월미도는 2시간 만에 완전히 미군에 의해 장악되었다. 미군은 부상 7명의 경미한 피해를 입었으며, 인민군은 108명이 전사하고 106명이 포로로 잡혔다.
이어 제2단계로 국군 제17연대, 미군 제7사단, 미국 1 해병사단이 주도한 인천반도 공격이 이어졌다. 인민군 제18사단과 인천 경비병력의 틈새를 비집고 들어간 미군 제1해병사단과 국군 해병 제1연대는 인민군의 주력이 규합할 시간을 성공적으로 빼앗아버리며 인천 장악에 성공하였다. 그 후 서울을 빼앗긴 지 3개월 만인 9월 28일에 서울을 되찾았다. 이어 달아나는 인민군을 뒤쫓아 38선을 돌파하여 10월 10일에는 원산을, 10월 19일에는 평양을 점령했다. 이어, 10월 26일에는 서부는 청천강 북부와 압록강의 초산에 이르렀고, 중부는 장진호까지 진격했으며, 동부는 압록강의 혜산진까지 진격했다. 또한 11월에는 두만강 일대까지 진격하였다.
대한민국 국군 및 UN군에 의한 무력 통일을 눈 앞에 두었을 때 미군의 중국 공격을 두려워 한 중국은 전쟁에 개입하기로 결정하였다. 중국의 개입으로 전국(戰局)이 변하여 새로운 전쟁에 직면함에 따라 1950년 11월 20일 트루먼 미국 대통령이 “한국전에서 원폭(原爆) 사용도 불사하겠다”는 언명이 있었다. :40
휴전문제가 제기되어 휴전회담이 개시되자 이 기회에 통일을 완수하려던 이승만 정부는 국민의 전폭적인 지지하에 집요하게 휴전을 반대하고 북진하여 단독으로라도 통일전쟁을 계속하겠다는 태도를 취했다. 그러나 미국은 중공군의 한국전쟁 개입과 유럽의 안보문제 그리고 미국내의 사정 때문에 전쟁종결에 박차를 가했다. 1953년 1월 아이젠하워 미국 대통령이 취임한 후의 사태는 휴전성립을 불가피한 사실로 받아들여야 할 상황이 전개되어 가고 있었다. 한국정부는 휴전반대의 태도를 취하는 한편, 미국에 대해 재침략을 받을 경우 미국이 참전한다는 것을 보장하고 한국군을 강화시켜 준다는 내용의 한미상호방위조약을 휴전성립 전에 체결해 줄 것을 요구하였다. 이에 따라 미국은 한국 측 요구에 대해 1953년 6월 6일 아이젠하워 대통령의 서한 형식으로 대한경제원조의 강화, 유엔을 통한 한국평화통일을 위한 노력의 계속, 휴전성립 후 상호방위조약 문제의 협의 등을 내용으로 한 소위 한국문제 3원칙을 제시하여 한국정부를 무마시키려 했을 뿐 6월 8일에는 포로교환협정을 체결하여 휴전성립에만 열중하였다. 휴전성립전의 방위조약체결을 목표로 삼았던 한국 정부는 이에 불만을 품고 6월 18일 반공포로를 석방하여 만일 한국의 요구가 수락되지 않을 경유 휴전교섭 파기를 위해 보다 강력한 조치를 취하겠다는 강경한 태도를 취하였다. 이 조치는 휴전성립을 낙관하던 미국에 큰 충격을 주었고, 휴전성립을 위해서는 이승만 대통령의 동의가 필요하다는 것을 절감케 하였다. 이에 따라 미국은 이승만 대통령을 회유하기 위해 1953년 6월말에 로버트슨 국무차관보를 특사로 파견하였다. 미국은 한국에 경제원조와 한·미 방위조약의 체결을 약속하고 아이젠하워 미국 대통령은 1953년 7월 휴전을 성립시켰다. 휴전성립 후인 8월에는 델레스 국무장관을 한국에 파견하여 구체적으로 상호방위조약 문제를 협의, 8월 8일 상호방위조약안에 합의를 보고, 한국과 미국은 10월 1일 정식으로 한미상호방위조약에 조인하였다(발효는 1954년). 이와 같이 한국의 휴전반대를 무마하기 위해 체결된 동 조약의 내용은 국제분쟁의 평화적 해결(1조), 무력공격 위협에 대한 협의 및 방지수단의 지속·강화(2조), 무력공격을 당할 때는 공통위험에 대처하기 위해 각자의 헌법상 수속에 따라 행동한다는 것(3조)과 미국군의 한국영토 및 주변 주둔(4조) 등으로 되어 있다. 휴전 직후의 상황 속에서 체결된 이 조약은 한국측에서 보면 만족스러운 것은 아니었다. 더욱이 1970년대에 접어들어서는 국제 정세가 지역분쟁의 해결을 지역 당사자들 사이에서 해결짓는 방향으로 나갔기 때문에 이 조약의 실질적인 효력은 미지수였다. 또 베트남 전쟁 이후 미국의 기본입장인 세계 국지전에의 직접 참여에 대한 회의 등도 이 조약의 불신의 씨가 되었다. 그러나 한국정부는 자주국방의 의무로 미비점을 보완시키고 있다. 조약이 체결된 후, 미국은 계속 전쟁재발을 방지하기 위한 군사원조와 경제부흥에 힘썼다.

#### 경제 원조 외교 촉진(1953년~1961년)

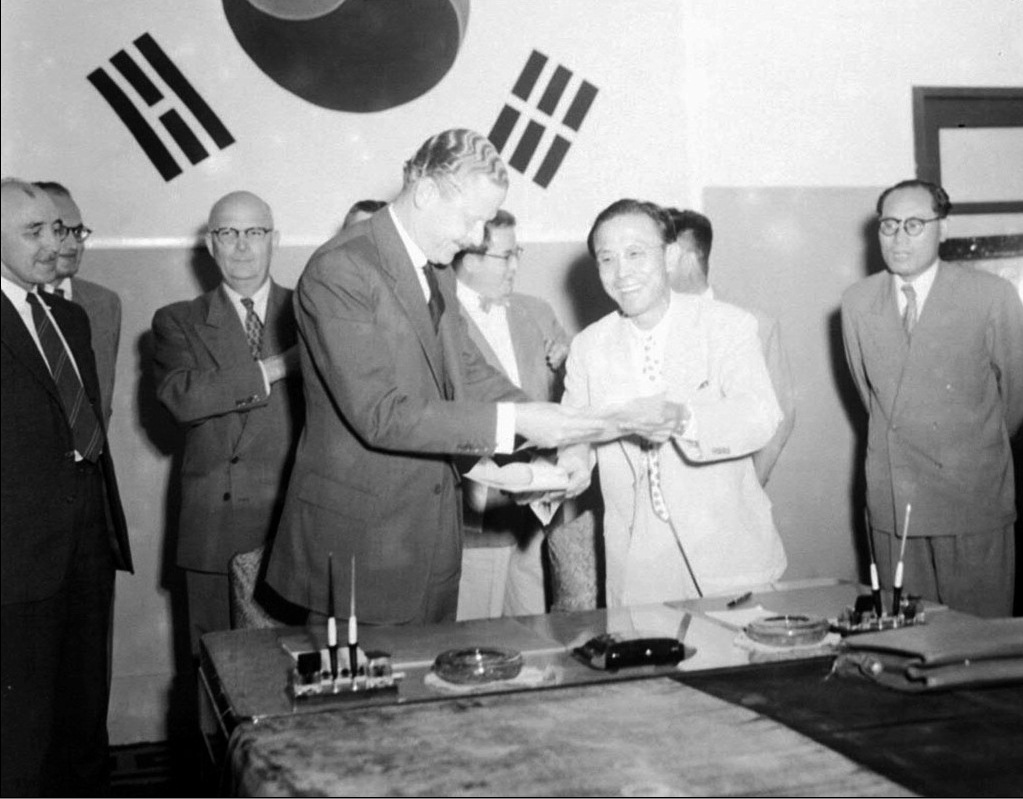
한미원조 (1,500만불) 조인식에 참석한 유완창 부흥부장관과 주한미국 대사 엘리스 브리그스(1955)

이 시기는 잇달은 한국 국내정치의 격변과 전쟁 후유증 때문에 외교정책 역시 일관성을 가지지 못하고 과도적 혼란성을 보였으나 대미외교만은 큰 성과를 거두었다. 1953년 10월에 한미상호방위조약 외에도, 1953년 7월에는 미국에서 1954년도 한국경제 부흥비로 3억 달러를 책정한 법안이 의회를 통과한데 이어 1954년 7월에는 이승만 대통령이 방미(訪美)하게 된 것을 계기로 군사 경제 문제 전반에 걸친 토의를 진행시켜 1955년도 군사 경제원조비로서 7억 달러를 획득하였다. 1956년부터 미국산 잉여농산물이 한국에 도입되기 시작하였다. 미국산 잉여농산물은 한국 곡물 생산량의 40%를 차지하였으며 그 가운데 밀이 70%를 차지했다. 따라서 밀가루값은 쌀값과 비교할 수 없을 정도로 쌌다. 또한 양국간의 통상관계 정상화를 위해 정부수립부터 계속 노력해 온 통상조약체결 교섭에 성공하여 1956년 11월 28일 전문 25개조로 된 한미우호통상조약(韓美友好通商條約)이 체결되었으며 1957년 11월 7일 발효된 동 조약에 의해 양 국민의 경제활동·여행·거주·투자에 대한 기준이 확립되었고, 이후 양국간의 주요 경제관계가 정상궤도에 오르게 되었다. 불과 3개월(1960년 4월~7월)간 존속했던 과도정부시에는 독자적인 정책을 밀고 나갈 형편이 못되었으나 일본의 안보파동 때문에 부득이 일본 방문을 중단한 아이젠하워 대통령이 1960년 6월 서울을 방문, 한미상호방위조약에 의해 한국정부를 전폭적으로 지지할 것을 재확인한 것은 불안 상태에 있던 한국으로서는 큰 소득이었다. 제2공화국 당시는 경제안정을 위한 미국 원조의 최대확보라는 것을 제1과제로 삼고, 1억 8,000만 달러의 원조를 요청·교섭한 결과 요청액대로 확정되었다. 1961년 2월 8일에 이루어진 한미경제협정 체결은 큰 사회적 반발을 불러 일으켰다. 이 협정은 주권국가간의 협정이라기보다는 미국 측의 일방적인 통고에 가까운 것으로 시종일관 한국 측이 이행해야 할 의무만 나열하였다. 이 협정은 이승만 정권도 끝까지 저항했던 환율 인상 등 미국의 요구를 전적으로 수용하였다. 이 협정으로 한국 경제에 대한 미국의 감독권이 강화되었으며, 미국의 원조사업에 고용된 자들에 대한 특혜조치가 확대되었다. 이 협정은 한국어로 된 것이 없었다. 그래서 외무부에서도 영어로 된 것을 번역해서 돌렸는데, 오역이 많았다. 또한 1961년 4월에는 유엔 참석차 미국을 방문한 정일형 한국 외무장관과 딘 러스크 미국 국무장관 사이에 한·일 국교정상화의 촉진 및 장기간 논의되어 온 한·미행정협정의 조속체결원칙에 합의한 정·러스크 공동성명이 발표되었다.

### 제3공화국·제4공화국

#### 우호외교의 강화(1960년대)
5·16 군사정변 직후인 1961년 5월 17일 오전 11시40분(한국 시각), 매그루더는 미 합참에 보낸 전문에서 쿠데타의 목적은 장면 정부의 전복뿐이며 반미-친공의 증거는 없고 오히려 공산주의 제거 프로그램이 가동하고 있다고 보고했다. 후에 성립한 제3공화국 정부는 전진적인 적극 외교를 표방, 국제관계의 다원화에 대처하여 종전까지의 대미의존 관계에서 대미협력을 통한 자주적인 외교정책으로 전환하기 시작하였다. 따라서 대미의존도는 상대적인 의미에서 점차 줄어드는 경향이 있었으나 안보 및 자립경제의 달성이라는 목표를 위해서는 한·미 유대의 강화가 불가결하기 때문에 대미외교에 계속 큰 비중을 두어 큰 성과를 거두었다. 1960년대의 대미관계는 5차에 걸친 한 · 미정상회담이 대종(大宗)을 이루었다.

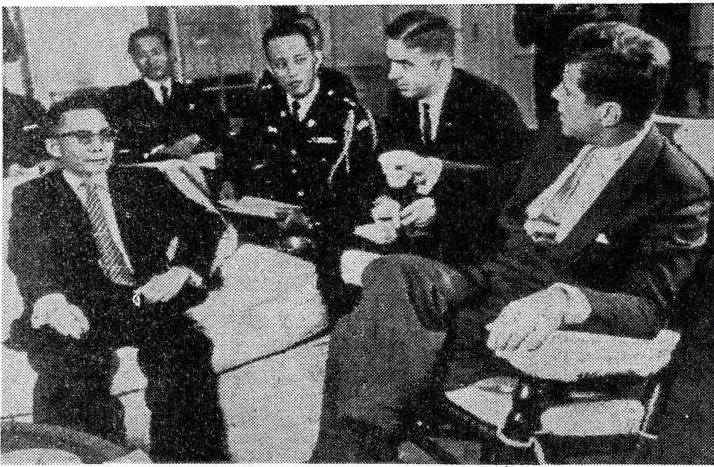
1961년 11월 14일, 미국 백악관에서 회담하는 한국의 국가재건최고회의의장 박정희(좌)와 케네디 미국대통령(우). 한상국 중령(중앙 좌)과 폴 크레인(중앙 우) 박사가 통역을 하고 있다. 뒤에는 박의장을 수행한 한국의 각료들이 앉아있다.

혁명정부의 최고회의 의장으로 있던 박정희 장군은 케네디 미대통령의 초청으로 1961년 11월에 미국을 방문하여 회담을 개최하였다. 한국의 경제개발계획, 군사력 증강의 유지문제 등이 협의 대상이 되었다. 회담 후인 11월 14일에는 장기경제개발계획에 대한 미국의 경제원조 및 협력 계속, 무력공격 재개시 군사력 사용을 포함한 가능한 모든 원조의 즉각제공 등을 내용으로 하는 공동성명이 발표되었다. 그 후 미국은 1962년 3월 해리먼 미국 극동문제 담당 국무차관보의 방한(訪韓), 1962년 10월의 김종필 중앙정보부장의 방미 등의 빈번한 접촉을 통해 이를 거듭 확인하였으며, 1962년 9월부터는 행정협정의 체결을 위한 실무교섭에 착수하였다.
1965년 5월 존슨 대통령의 초청을 받은 박대통령이 방미, 양국의 공동관심사를 광범위하게 논의하였으며, 5월 18일 우호관계의 증진, 대한원조 계속, 한·일 국교정상화, 한국경제개발을 위한 1억 5,000만 달러의 장기개발차관 공여, 한·미 공동의 과학기술연구원의 설치, 한·미 행정협정 조기타결 등을 내용으로 한 공동성명서를 발표하였다. 그 후 1965년 10월 국군 1개 전투사단의 베트남 파병이 단행되고 1966년 3월 7일에는 월남 정부의 한국군 증파 요청을 계기로 한국안보문제와 경제발전 등 제반문제의 해결을 선행조건으로 미국정부에 제시, 브라운 각서로서 보장받았다.
박대통령의 초청으로 존슨 대통령은 1966년 10월에 서울을 방문, 월남에 대한 지원, 한국 경제발전을 위한 계속지원, 한국안보 및 국군 현대화를 위한 군사지원 계속 등에 합의하였다. 그 후 1967년 3월 정일권 총리가 방미, 미정부 고위층과 일련의 회담을 가진 후 월남에 대한 공동협조, 한국군의 현대화 계속, 경제개발 5개년계획에 대한 지원계속, 대한민국 국제차관단의 구성, 한·미간 무역증대를 위한 연례 상무장관회의(常務長官會議)의 개최 등에 합의한 공동성명서를 발표하여 양국의 협조관계를 재확인하였다. 또한 1966년 7월 9일에는 장기간 현안문제로서 되어온 한·미 행정협정이 체결되었다.
또한 한국군의 베트남 전쟁 참전을 계기로 미국은 1967년에 한·미 안보협의회를 구성하여 매년 한국의 안보에 관한 문제들을 숙의하기로 하였다. 1968년 1월에 발생한 1·21 사태, 푸에블로 호 납치 사건 등 북한의 잇달은 무력도발에 의해 한반도의 긴장이 고조된 속에 1968년 4월 호놀룰루에서 세 번째로 박·존슨 정상회담이 열렸다. 이 회담에서는 북한의 도발이 아시아의 평화와 안전에 위협이 되며, 중대사태가 발생할 경우 이에 대한 조치를 즉각 결정키로 합의하고, 국군 현대화의 필요성을 인정, 한·미 국방각료회의를 개최하기로 하는 한편 주한미군의 계속 주둔을 재확인하는 공동성명을 4월 18일에 발표하여 한·미 유대의 긴밀성을 재확인하였다. 이 회담의 결과 1968년 5월 워싱턴에서 국방 각료회담이 열려 1억 달러의 추가군원(追加軍援) 등이 제공되었다.
닉슨 대통령의 초청으로 1969년 8월에 박대통령이 방미하여 열린 회담에서는 8월 22일 공동성명을 발표하고, 아시아·태평양지역 문제에 대한 상호협조, 한국방위공약 준수, 향토예비군에 대한 지원 계속과 월남문제에 대한 긴밀한 협조, 한국의 경제자립 노력에 대한 지원 계속, 한국의 과학·기술발전을 위한 기술협력지원의 계속, 한국에 대한 민간투자·합작투자의 강화 등을 확약하였다. 1960년대에 들어와 이른바 평화공존의 불가피성이 대두하게 되면서부터 미국의 대공산권의 정책도 완화되기 시작했다. 이리하여 1969년 7월 닉슨 대통령은 닉슨 독트린을 선언하여 전후 25년간 지배해 온 미국의 대외정책의 기본적인 전환을 예고했다. 닉슨 독트린은 종래 미국에 의하여 전담되었던 아시아의 방위는 아시아인에게 맡겨져야 한다는 것과 대공산권 정책을 종래의 대결에서 대화로 전환해야 한다는 것을 천명한 것이었다. 닉슨 정부 성립 후 미국의 대한(對韓) 우호정책에는 근본적인 변화가 없었으나, 닉슨 독트린에 따른 아시아 정책의 재평가에 따라 점차 한국의 독자적인 군사적·경제적 역할이 강조되어, 한국의 다변적(多邊的)인 외교관계의 확립과 자체부담 요구가 증대하게 되었다.

#### 미군의 감축(1970년대)
1960년대에 결속강화되었던 한·미 군사동맹은 1970년대 접어들어 전환기를 맞이하였다. 1950년대와 1960년대에는 한국과 미국이 공동목표와 공동이익을 추구한다는 측면에서 동맹이 결속되었지만, 1970년대에는 한국과 미국의 외교정책수행에 있어서 견해 차이가 나타나기 시작하였다. 견해 차이의 시발점은 닉슨 독트린이었다. 이 원칙의 일환으로 1970년 7월 미국은 주한미군의 감축계획을 한국정부에 공식적으로 통고했다. 한국정부의 강력한 항의에도 불구하고 미국은 한국군의 현대화를 대안으로 제시한 채 상당수 감축시켜 왔다. 한국은 이 시기부터 자주국방을 정책목표로 설정하게 되었다.
1972년 미국이 중국과 화해 분위기를 조성하면서 동북아시아의 냉전체제에 모종의 변화가 오리라고 예상하는 가운데 7·4 남북 공동 성명이 있었고, 이어 10월 17일 한국내에서는 유신 체제가 성립되었다. 닉슨과 키신저 시대에 비롯한 한국에서의 유신체제는 당분간 한미 관계에 아무런 영향도 미치지 않은 채 안보·경제·대 유엔 외교상의 협조가 이루어져 왔다. 그러다가 1974년 닉슨이 사임하자 그 뒤를 이은 포드는 긴급조치로 인하여 미국회에서 한국내 문제에 대한 약간의 비판이 있음에도 방한(訪韓)하여 한·미 유대에 아무런 변화가 없음을 분명히 했다. 그러나 유엔에서의 제3세계권의 발언권 강화와 세계적인 화해 분위기로 유엔군 사령부와 언커크(UNCURK)의 해체가 이루어졌고 주한미군 철수 문제가 거듭 논의 대상이 되기 시작했다. 이에 대처하기 위한 방법으로 미국은 한국의 방위산업 육성과 자주국방을 위한 국군현대화에 차질이 없도록 유신 이후에 적극 지원해 주었다.
1976년에 터진 박동선 사건은 인권문제와 함께 한미관계에 치명적인 사건이 되었다. 이로 인해 카터의 주한미국 철수정책을 촉진시켰고, 한미관계는 최악의 사태로 진입하였다.(→박동선 사건) 한·미 관계에서 1970년대 후반기 이후 1980년대에 가장 깊은 영향을 주는 것은 역시 카터 대통령의 주한미군의 완전 철수정책이었다. 1976년 주한미군 철수를 선거 공약으로 한 카터 대통령이 당선이 되자 잠시 한·미 관계는 몇 가지 문제점을 지니게 되었다. 그러나 일부에서의 대한 지원정책 비판론과는 달리 카터 행정부는 시종 한국의 군사 및 경제 현대화를 위한 지원을 계속하여 미국의 한반도 정책에 큰 변화가 없음을 보여주었다. 그러나 1977년 카터의 취임후 미국·일본을 비롯한 태평양과 동북아시아 전역의 중대한 관심사가 되어 논의를 거듭하고 있으나 선보완(先補完) 후철수라는 기본정책에는 큰 변화가 없는 것으로 보인다.

### 제5공화국
제5공화국은 전 정권에 이어 친미(親美) 일변도의 정책을 추진하여, 한국에 있어서 미국은 혈맹관계라고 지칭될 만큼 전통적인 우방이었다. 이러한 정책은 학생들의 반미주의 운동을 조장한 측면도 있다. 1979년 12·12 군사 반란과 1980년 5∙18 광주 민주화 운동에서 신군부의 정권 장악을 위해 군대가 투입되었다. 당시 평시 작전통제권은 한미연합사령부에 있어서 미국의 승인 없이는 군대의 자유로운 이동이 불가능하는 것으로 여겨졌다. 이를 알고서도 묵인한 미국에 대한 반감이 형성되었고, 이는 1982년 3월의 부산 미국문화원 방화사건을 시작으로 서울 미국문화원 점거 농성 사건 등을 통해 학생·재야에서는 반미운동이 가속되었고 정부간에는 통상마찰이 심화되어 급기야 국민적 갈등으로까지 확대되었다. 미국 정부는 1988년 열린 광주청문회에서 성명서를 통해 5·18 광주 민주화 운동에 동원한 특전사 부대나 20사단 부대는 광주에 투입될 당시나 광주에서 작전을 수행하던 중에는 한미연합사 작전통제권하에 있지 않았으며, 그 기간 동안 광주에 투입되었던 한국군의 어느 부대도 미국의 통제하에 있지 않았다고 해명했다.
이 시기의 미국의 레이건 정부는 민주화 운동을 탄압하는 계엄령 발동에 대해서 견제하는 태도를 유지해왔다. 양국간의 위상조명과 관계 재정립 주장이 대두되고 있는 바, 이는 한국현대사를 돌아보면 지극히 당연한 것이었다. 즉 군사적으로 한국이 미국의 보호 아래 있다고 지금까지의 정치적·경제적 대미 의존성이나 불평등관계를 지속한다는 것은 더 이상 한국민의 지지를 얻을 수 없기 때문이었다.

### 김영삼 정부
1993년 7월에 한미 관계가 처음에는 빌 클린턴 대통령이 김영삼을 "자유민주주의의 투사"로 존경하며 취임 후 첫 방문지로 한국을 택할 정도로 우호적이었다. 하지만 북한과 미국이 남한을 배제한채 직접 핵 협상을 하면서 김영삼과 클린턴의 관계는 틀어지기 시작했는데, 대북 포용정책을 주장했던 클린턴 행정부의 입장과 “핵을 가진 집단과는 대화할 수 없다”는 김영삼 정부의 대북 강경론이 충돌한 것이다. 1994년 10월 21일 남한을 제외한 북·미 간에 제네바 합의가 이뤄졌을 때 미국은 클린턴 대통령 명의로 “북한이 합의를 위반하지 않으면 경수로 사업을 끝까지 보장한다”는 내용의 친서를 북한에 보냈지만 미국은 이 사실을 한국에 알려주지 않았고, 나중에 이를 안 김영삼은 상당히 화를 냈다. 1994년 미국의 영변 폭격 계획과 더불어 제네바 합의 체결을 둘러싸고 한미간 갈등이 나타났다. 1996년 10월 북한 무장 간첩단이 잠수함을 타고 강원도 강릉시에 침투하였으나 실패하였으며, 간첩단의 일원이었던 이광수가 생포되었으며 나머지 조직원들은 자살하였는데(→강릉지역 무장공비 침투사건) 이 당시 미국 해군정보국 컴퓨터분석관으로 근무하던 김채곤(로버트 김)은 주미 한국 대사관 무관인 백동일 대령에게 강릉지역 무장공비 침투사건 관련 군사 기밀을 유출한 혐의로 구속돼 미 연방교도소에 9년간 수감 생활을 하였다. 이와 같이 북한 잠수함 침투사건 처리 과정에서 클린턴과 김영삼의 갈등은 더욱 커졌다. 그리고 김영삼정부는 임기 말 외환위기 때 미국의 신속한 도움을 받지 못한 것으로 알려졌다. IMF 구제금융사건 당시 IMF 외환위기에 대해 미국과 일본의 경제적 이권다툼에 한국이 희생양이었다는 칼럼이 게제되기도 했다.

### 국민의 정부
역대 한미 정부간 관계에서 가장 관계가 좋았던 시절은 클린턴 정권과 김대중 정권으로 평가되고 있다. 1999년 페리 프로세스(클린턴 행정부에서 대북 포용 기조의 대북정책을 제안한 보고서)가 작동되어 한국의 햇볕정책과 보조를 맞췄다.
그러나 그 이후인 2000년 2월 9일 용산 미8군 기지 영안실에서 군무원이 독성을 가진 발암물질인 포름알데히드를 무단으로 한강에 방류한 사건이 있었다. 이 사건은, 맥팔랜드에 대한 처벌이 실질적으로 이루어지지 않았고 대한민국 사법부에 대한 무시 행위로 대한민국 국민들의 반미감정을 고조시켰다. 2002년 6월 13일 여중생인 신효순, 심미선이 주한 미군 미 보병 2사단 대대 전투력 훈련을 위해 이동 중이던 부교 운반용 장갑차에 깔려 현장에서 숨진 사건(미군 장갑차 여중생 압사 사건)이 발생하였다. 당시 이 사건으로 인해 한국에게 불리하고 미국에게 유리하게 체결된 주한 미군 지위 협정의 불평등성에 대한 문제의 논의와, 주한 미군 측의 제대로 되지 않은 법적 처리 및 사과로 인해서 상황은 더욱 악화되었다. 결국 조지 W. 부시 대통령이 유감을 표명하는 결과까지 이르게 된다.

### 참여 정부(2003년 ~ 2008년)

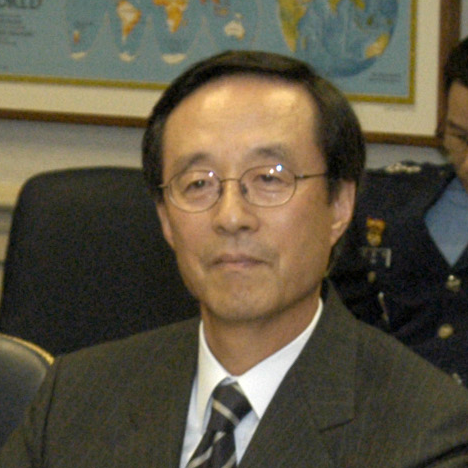
제19대 주미 대사를 역임한 한승주(2003년)

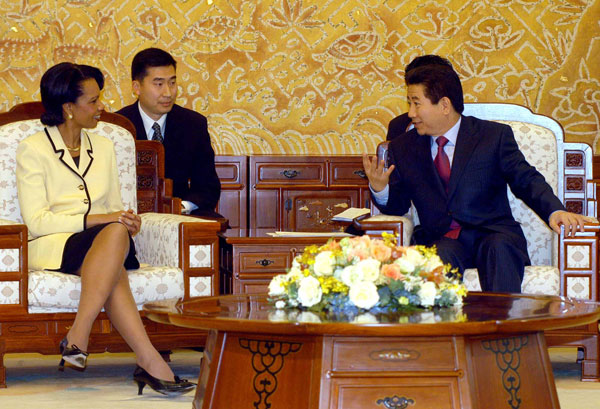
노무현 대통령(오른쪽)과 콘돌리자 라이스 미국 국무장관.

대통령 선거에서 노무현 후보는 대미 외교 정책으로 한미 간의 수평적 외교 관계와 미래지향적인 탈냉전 외교를 지향한다고 강조하였으며 특히, 2002년 7월 미군 장갑차 여중생 사망 사건에 따른 촛불 집회 등의 영향에 따라 고조된 반미 열기에 힘입어 그의 정책은 상당한 지지를 받았다.
하지만 2003년 3월 취임 이후, 이라크 파병을 결정하고 미국에 대해 기존과 다름없이 유화적인 외교를 펼치자 진보 진영에서는 "보수와 다름없는 친미주의 외교"라면서 강한 비난을 하였다. 반면에 북한 문제와 관련해서 여전히 미국과 입장차를 보이는 것을 두고 보수 진영에서는 "위험한 반미 외교"라면서 역시 비난을 하였다.
이에 대해서는 상반된 입장이 대립하고 있는 것이 사실이다.
이에 이라크 파병과 한미 FTA 등과 같이, 미국에서 원하는 것들은 큰 손해가 나지 않는 선에서 미국의 요구를 받아들이되, 이를 빌미로 북한 문제와 관련하여 미국에 할말을 확실히 하는 방식이라는 주장이 있다. 이에 대해서 미국 백악관 동아시아태평양 선임보좌관을 지낸 마이클 그린씨가 국내 일간지와의 인터뷰에서 2008년 당시 현직 대통령인 노무현 대통령을 두고 "부시 대통령이 만난 정상 중 가장 예측할 수 없는 인물이지만 그 어느 대통령보다도 한미 동맹을 강화시킨 대통령"이라고 평가했다.
그러나 이에 비해 노무현 대통령의 정책은 단지 대통령 자신의 개인적 성향에서 비롯된 일종의 자주성의 표출이라는 의견도 있다. 특히 이는 전시작전통제권 문제에서 두드러지는데, 전시작전권 환수와 같은 정책의 추진 배경에는 미국의 군사적 영향력을 축소시키려는 노무현 대통령의 입김이 크게 작용했다는 것이다.
2007년 4월 2일, 14개월간의 긴 협상을 마치고 대한민국과 미국 간의 자유 무역 협정(FTA)인 한미자유무역협정이 최종 타결되었다. 2007년 5월 25일에 협정문 내용이 공개되었다. 훗날 2008년 2월 18일 임기말 참여정부는 한미 FTA 법안통과를 본인 임기내에 처리하기 위해 국회에 법안통과 처리를 강력히 추진하였으나 처리하는 것은 불가능하다는 의견에 따라 무산되었다.

### 이명박 정부

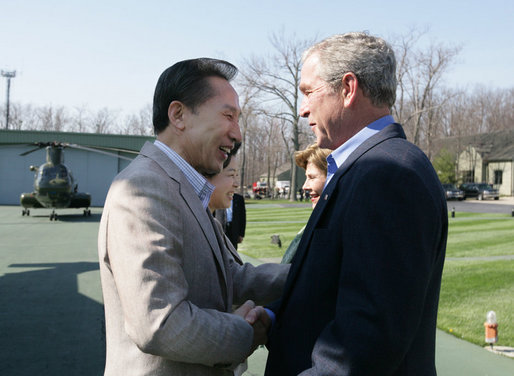
2008년 4월 조지 W. 부시 미국 대통령과 만난 이명박 대통령

이명박 대통령은 이미 여러 차례 “새로운 정부에서는 한미관계를 더욱 강화하겠다.”는 뜻을 밝혔고 실제로 한미관계는 보다 강화 될 것이라는 측면이 크다. 이명박 대통령은 한미동맹 강화를 위해서는 미국의 PSI와 MD 계획에도 적극 참여해야 한다는 입장인 것으로 알려졌다. 이명박 대통령은 미국을 방문한 한국 대통령 중 최초로 미국 대통령의 별장인 캠프 데이비드에 숙박하였다. 미국산쇠고기시위로 인해 반미감정을 우려한 부시대통령은 방한을 늦추기도했다. 부시정부는 독도의 지위를 원래대로 바꾼뒤에야 방한을 했지만 서울도심에서는 방한반대시위와 방한찬성시위로 나눠 화제가 되기도 했다.
2008년 4월에 열린 한미 쇠고기 협상에서, 2003년 12월 미국에서 소해면상뇌증(광우병) 발생 후 수입 금지와 재개가 되풀이되던 쇠고기의 수입을 재개하고 부위 대부분을 자유롭게 수입할 수 있도록 합의되었다. 협상 직후 공개된 주요 내용과 2008년 5월 5일에 공개된 합의문은 축산농가의 피해, 광우병의 위험성에 대한 우려와 함께 국민의 의견이 반영되지 않은 것이 지적되어 각계 각층으로부터 논란을 불러일으켰고, 정당, 각종 언론, 전문가 등이 문제를 제기하면서 논란은 더욱 증폭되었다. (한미 쇠고기 협상과 관련한 논란은 이전에도 존재하였으나, 2008년에 협상이 체결되면서 논란이 확대되었다.) 이후 1개월여에 걸쳐 국회와 방송에서 각종 보도와 토론이 진행되었고, 촛불시위와 정부측의 설득, 국민의 재협상 요구가 계속되었으며, 6월 19일엔 이명박 대통령이 특별기자회견을 통해 대국민 사과를 했었다. 이후 추가협상이 진행되었는데, 이 협상에서 '30개월 미만 쇠고기 중 뇌, 눈, 척수, 머리뼈 수입 금지, 반입된 경우 전량 반송' 등의 대한민국 정부 측의 발표 내용이 있었다. 그러나 미국 정부 측의 발표 내용과는 차이가 있으며, 영문 합의문은 아직 공개되지 않은 상태이다.
2009년 6월 대한민국과 미국 두 정상은 한미동맹을 기존의 군사동맹 차원에서 벗어나 글로벌 수준의 21세기형 포괄적 동맹으로 발전시킨다는 내용을 골자로 담은 ‘한미 동맹 미래비전’을 채택하였다. 이에 따라 지금까지 한반도에 한정됐던 한미동맹의 지리적 범위는 동북아시아 지역은 물론 범세계적 차원으로 넓어지고, 내용도 군사 뿐만 아니라 비군사적 분야까지 포함하는 진정한 21세기형 포괄적 동맹을 지향하게 되었다. 아울러 양국은 한반도 유사시 미국이 핵우산 및 재래식 전력을 제공한다는 ‘확장 억지력’을 채택하였다. 확장 억지력은 미국의 동맹국이 핵공격을 받으면 미국 본토가 공격받았을 때와 동1한 전력 수준으로 응징 타격하는 것을 기본 내용으로 한다. 이는 정상 차원에서 대(對)북한 한·미 공동방위에 대한 의지를 재확인하는 것을 의미한다. 2009년 영국 수도 런던 G20 정상회의에 참석한 버락 오바마 대통령은 4월 2일 이명박 대통령과 만난 자리에서 한국을 “미국의 가장 가까운 동맹국이자 가장 중요한 우방국 중 하나”라고 말했다.

## 정무

### 주미국 대한민국 대사 및 대사관
주미국 대한민국 대사관(駐美國大韓民國大使館)은 1949년 미국 워싱턴 D.C.에 개설되었다.
대한민국임시정부의 구미외교위원부
임정 구미위원부는 대한민국 임시정부의 대사관격으로 1919년 8월 한인위원회라는 이름으로 개설되어 9월 구미위원부로 정식 발족했다. 미국 워싱턴 D.C에 소재하였으며 해방 이후에도 워싱턴 D.C에 체류하며 미국과 유럽의 외교를 담당하였다.
1. 김규식 1919년 8월 - 1919년 9월
2. 이승만 1919년 9월 - 1928년
3. 이승만 1928년 - 1945년 10월 2일
4. 임병직 1945년 10월 2일 - 1948년 10월, 구미위원부 해체

대한민국의 주미국 대사
| 대수   | 이 름           | 사진 | 임기                         | 비고                                                                                         |
| ------ | --------------- | ---- | ---------------------------- | -------------------------------------------------------------------------------------------- |
| 제1대  | 장면(張勉)      |      | 1949년 2월 - 1951년 2월      | 제3차 UN총회에 한국대표단 수석대표 파견 중에 임명. 1951년 2월, 국무총리직 수행을 위하여 귀국 |
| 임시   | 한표욱(韓豹頊)  |      | 1951년 2월 - 1951년 4월      |                                                                                              |
| 제2대  | 양유찬(梁裕燦)  |      | 1951년 4월 - 1960년 4월 29일 | 전(前) 하와이 교민. 이후 순회 대사로 활동                                                    |
| 제3대  | 정일권(丁一權)  |      | 1960년 6월 8일 - 1960년 10월 | 전 주프랑스 대사. 장면 정권 출범으로 사임.                                                   |
| 제4대  | 장이욱(張利郁)  |      | 1960년 10월 - 1961년 6월     | 전 서울대총장.                                                                               |
| 제5대  | 정일권(丁一權)  |      | 1961년 6월 - 1963년 4월      | 516 군사정변 직후 발탁. 이후 외무부장관으로 영전.                                            |
| 제6대  | 김정렬(金貞烈)  |      | 1963년 5월 - 1964년 10월     | 전 국방부 장관.                                                                              |
| 제7대  | 김현철 (金顯哲) |      | 1964년 12월 - 1967년 10월    | 전 대통령 고문, 행정개혁위원회 위원장                                                        |
| 제8대  | 김동조(金東祚)  |      | 1967년 10월 - 1973년 12월    | 전 주일본 대사. 외무부장관으로 발탁.                                                         |
| 제9대  | 함병춘(咸秉春)  |      | 1973년 12월 - 1977년 4월     | 전 대통령 정치담당 특별 보좌관. 이후 연세대 교수로 복귀.                                     |
| 제10대 | 김용식(金溶植)  |      | 1977년 4월 - 1981년 6월      |                                                                                              |
| 제11대 | 류병현(柳炳賢)  |      | 1981년 7월 - 1985년 11월     |                                                                                              |
| 제12대 | 김경원(金瓊元)  |      | 1985년 11월 - 1988년 4월     | 전 유엔 대사.                                                                                |
| 제13대 | 박동진(朴東鎭)  |      | 1988년 4월 - 1991년 3월      |                                                                                              |
| 제14대 | 현홍주(玄鴻柱)  |      | 1991년 3월 - 1993년 4월      | 전 법제처 장관                                                                               |
| 제15대 | 한승수(韓昇洙)  |      | 1993년 4월 - 1994년 12월     | 전 국회의원. 대통령 비서실장으로 영전.                                                       |
| 제16대 | 박건우(朴健雨)  |      | 1995년 1월 - 1998년 4월      |                                                                                              |
| 제17대 | 이홍구(李洪九)  |      | 1998년 5월 - 2000년 8월      | 전 국회의원                                                                                  |
| 제18대 | 양성철(梁性喆)  |      | 2000년 8월 - 2003년 4월      |                                                                                              |
| 제19대 | 한승주(韓昇洲)  |      | 2003년 4월 - 2005년 2월      | 전 고려대학교 총장 서리.                                                                     |
| 제20대 | 홍석현(洪錫炫)  |      | 2005년 2월 - 2005년 9월      |                                                                                              |
| 제21대 | 이태식(李泰植)  |      | 2005년 10월 - 2009년 2월     | 전 외교통상부 차관.                                                                          |
| 제22대 | 한덕수(韓悳洙)  |      | 2009년 2월 - 2012년 2월 20일 | 전 국무총리.                                                                                 |
| 제23대 | 최영진          |      | 2012년 2월 - 2013년 5월      | 전 유엔대사.                                                                                 |
| 제24대 | 안호영          |      | 2013년 5월 - 2017년 10월     | 전 외교통상부 1차관                                                                          |
| 제25대 | 조윤제          |      | 2017년 11월 -                | 전 주영국 대한민국 특명전권대사                                                              |
| 제26대 | 이수혁          |      |                              | 전 주독일 대한민국 특명전권대                                                                |
| 제27대 | 조태용          |      |                              | 전 외교통상부 1차관                                                                          |
| 제2대  | 조현동          |      |                              | 전 외교통상부 1차관                                                                          |

## 군사

### 주한 미군
주한미군(한자: 駐韓美軍, 영어: United States Forces Korea, USFK)은 안보상의 이유로 대한민국에는 미국 국적의 군대인 미군이 주둔하고 있다. 이는 한미상호방위조약과 주한미군지위협정에 의해 법적 지위를 확보하고 있다. 대한민국과 미합중국은 1953년 군사 동맹에 합의하였다.
2019년 2월 3일 대구 동부경찰서는 여대생을 성추행하고 경찰을 발로 찬 혐의로 경북 왜관 캠프 캐럴 소속 A(22) 병장을 현장에서 체포했다.

## 경제

### 경제 원조
1956년부터 미국산 잉여농산물이 한국에 도입되기 시작하였다. 미국산 잉여농산물은 한국 곡물 생산량의 40%를 차지하였으며 그 가운데 밀이 70%를 차지했다. 따라서 밀가루값은 쌀값과 비교할 수 없을 정도로 쌌다. 따라서, 미국산 잉여농산물은 한국의 농촌 경제에 치명타였다. 1956년부터 들어온 미국 원조는 모두 농산물이었다. 이는 한국의 식량문제 해결의 뜻도 있었지만 1948년부터 계속된 미국의 농업 공황에서 벗어나보려는 게 더 큰 목적이었다. 게다가 이승만 정권이 정치자금 확보용으로 필요 이상의 농산물을 들여옴으로써 농촌 경제는 파탄에 직면하게 되었다. 저렴한 밀 값으로 인해 짜장면, 과자, 빵류, 국수 등이 한국 국민의 대용식으로 크게 각광받게 되었다. 무상으로 제공된 밀을 밀가루로 제조하는 제분업도 성장하였는데 제일제당, 삼양사, 조선제분, 대한제분 등이 대표적인 기업들이었다. 미국 원조에 의해 성장한 산업은 제분업 이외에도 설탕과 면화 산업 등이었는데, 이 세 가지 산업을 가리켜 이른바 삼백(三白)산업이라 불렀다.

### 교통
양국간에는 한국의 대한항공, 아시아나항공, 진에어와 미국의 델타항공, 유나이티드 항공이 운항 중이다.
| 서울/인천 \|\| align=center\|ICN \|\| align=center\|RKSI \|\| 인천                   | ○대한항공(12개) : 괌, 댈러스, 라스베이거스, 로스앤젤레스 샌프란시스코, 시애틀(터코마), 시카고(오헤어), 앵커리지, 워싱턴 D.C., 애틀랜타, 뉴욕(케네디), 호놀룰루, 보스턴 ○아시아나항공(7개): 사이판, 시카고, 로스앤젤레스, 샌프란시스코, 뉴욕(케네디), 시애틀, 호놀룰루 ○진에어(1개): 괌 |
| 보스턴 \|\| align=center\|BOS \|\| align=center\|KBOS \|\| 로간                      | ○유나이티드 항공 : 서울(인천)[샌프란스시코 경유] |
| 디트로이트 \|\| align=center\|DTW \|\| align=center\|KDTW \|\| 디트로이트            | ○델타 항공 : 서울(인천) |
| 뉴욕 \|\| align=center\|JFK \|\| align=center\|KJFK \|\| 존 F. 케네디                | ○유나이티드 항공 : 서울(인천)[보스턴, 샌프란스시코 경유] |
| 로스앤젤레스 \|\| align=center\|LAX \|\| align=center\|KLAX \|\| 로스앤젤레스        | ○유나이티드 항공 : 서울(인천)[도쿄(나리타) 경유] |
| 뉴욕 \|\| align=center\|LGA \|\| align=center\|KLGA \|\| 라구아디아                  | ○델타 항공 : 서울(인천)[디트로이트 경유] |
| 포틀랜드 \|\| align=center\|PDX \|\| align=center\|KPDX \|\| 포틀랜드                | ○델타 항공 : 서울(인천)[도쿄(나리타) 경유] |
| 샌프란시스코 \|\| align=center\|SFO \|\| align=center\|KSFO \|\| 샌프란시스코        | ○유나이티드 항공 : 서울(인천) |
| 미니애폴리스 \|\| align=center\|MSP\|\|align=center\|KMSP \|\| 미니애폴리스-세인트폴 | ○델타 항공 : 서울(인천) |

## 같이 보기
- 미국-조선민주주의인민공화국 관계
- 대한민국-미국의 주요인사 회담 목록
- 주미국 대한민국 대사관
  - 주로스앤젤레스 대한민국 총영사관